# Ipomoeeae
Ipomoeeae ist eine Tribus aus der Familie der Windengewächse (Convolvulaceae). Die Typusgattung sind die Prunkwinden (Ipomoea).

## Beschreibung
Die Vertreter der Tribus Ipomoeeae sind Kletterpflanzen oder Lianen, nur selten wachsen sie auch als kleine Bäume. Die Basis der Blattspreiten ist meist herzförmig. Die Blüten sind radiärsymmetrisch und zwittrig. Ihre Kelchblätter sind gleichgestaltig und vergrößern sich gelegentlich nach der Blütezeit. Die Staubfäden sind flachgedrückt und behaart, die Pollenkörner sind stachelig und pantoporate. Die Fruchtblätter sind vollständig zu einem Griffel verwachsen, der kugelförmige Narben trägt. Die Früchte sind aufspringend und kapselförmig oder nicht aufspringend und dann fleischig.

## Vorkommen
Die Gattungen der Tribus Ipomoeeae kommen weltweit vor.

## Systematik
Zur Tribus Ipomoeeae zählen folgende Gattungen: 
- Argyreia Lour.: Mit etwa 90 Arten; sie kommen von Indomalesien bis Australien vor[1]
- Astripomoea A. Meeuse: Mit 12 Arten; sie kommen in Afrika vor[1]
- Blinkworthia Choisy: mit zwei Arten; sie kommen in Myanmar und in China vor[1]
- Prunkwinden (Ipomoea L.): Mit etwa 650 Arten
- Lepistemon Blume: Mit 10 Arten; sie kommen in den Tropen der Alten Welt vor[1]
- Lepistemonopsis Dammer: Mit nur einer Art:
  - Lepistemonopsis volkensii Dammer; sie kommt im tropischen Ostafrika vor[1]
- Paralepistemon Lejoly & Lisowski: Mit nur einer Art:
  - Paralepistemon shirensis (Oliv.) Lejoly & Lisowski; sie kommt im südlichen tropischen Afrika vor[1]
- Rivea Choisy (die Arten werden auch zu Argyreia gestellt)[1]
- Stictocardia Hallier f.: Mit etwa 12 Arten; die Heimat sind die Tropen der Alten Welt; einige Arten sind jedoch in Amerika eingebürgert[1]
- Turbina Raf.: Mit etwa 15 Arten; sie kommen im tropischen Amerika, in Afrika und mit einer Art auch in Neukaledonien vor[1].

Nach der kladistischen Definition entspricht die Tribus der eng gefasstesten Klade, in der Ipomoea pes-tigridis L. und Astripomoea malvacea (Klotzsch) A. Meeuse eingeordnet sind.

## Belege
1. 1 2 3 4 5 6 7 8 9  David John Mabberley: Mabberley’s Plant-Book. A portable dictionary of plants, their classification and uses. 3. ed. Cambridge University Press 2008. ISBN 978-0-521-82071-4